# جوش شو
جوش شو (3 يناير 1996 في المملكة المتحدة - ) (بالإنجليزية: Josh Shaw)‏ هو لاعب كريكت بريطاني. لعب مع نادي مقاطعة غلوستر للكريكت ‏ ونادي مقاطعة يوركشاير للكريكت ‏.

## وصلات خارجية
- جوش شو على موقع إي آس بي آن كريك إنفو (الإنجليزية)